# Amanda Röntgen-Maier
Amanda Röntgen-Maier (ur. 20 lutego 1853, zm. 15 czerwca 1894) – skrzypaczka i kompozytorka szwedzkiego pochodzenia.

## Życiorys

### Dzieciństwo
Carolina Amanda Erika Maier urodziła się w Landskronie 20 lutego 1853 roku. Jej talent został wcześnie odkryty, więc jej ojciec, również muzyk, uczył jej gry na fortepianie i skrzypcach. Uczęszczała również na lekcje organów. Jako dwunastolatka przez trzy miesiące uczyła się w Sankt Petri Schule w Kopenhadze. Wtedy też spisała jedyny zachowany pamiętnik z dzieciństwa, w którym opisała głównie prozaiczną codzienność: zajęcia szkolne i muzyczne, spotkania ze znajomymi i zwiedzanie miasta. Nieznany jest powód jej odejścia ze szkoły.

### Studia w Sztokholmie
W 1869 roku zaczęła naukę w Kungliga Musikaliska Akademien w Sztokholmie. Rok później dostała się do elitarnej direktörsklass, która przygotowywała uczniów do egzaminu dyrygenckiego i do której dostawało się niecałe 10 procent uczniów akademii. Maier była pierwszą kobietą, która została dopuszczona do tej klasy. Na lekcje skrzypiec uczęszczała do wirtuoza Eduarda d’Auberta. W trakcie nauki zdobywała wiele nagród i stypendiów. Występowała publicznie jako skrzypaczka i organistka, grając również swoje utwory, jednak ich zapisy nie przetrwały. W 1872 roku zdała egzaminy dyplomowe z harmonii, kontrapunktu, historii muzyki, skrzypiec, organów, fortepianu, wiolonczeli, podstaw śpiewu i instrumentacji, otrzymując najwyższe oceny z sześciu z tych przedmiotów. Na wiosnę 1873 roku zagrała recital dyplomowy doceniony przez krytyków. Mimo że została nominowana – jako jedna z trzech uczniów – do roli organisty w katedrze Storkyrkan, opuściła Szwecję, by studiować skrzypce i kompozycję.

### Lipsk i Szwecja
Maier przeniosła się do Lipska po ukończeniu studiów w Sztokholmie, gdzie, mimo że nie była oficjalnie zapisana na tamtejszy Hochschule für Musik, chodziła na lekcje do najlepszych profesorów tej uczelni. Byli to m.in. Engelbert Röntgen, koncertmistrz orkiestry Gewandhaus, dyrygent tej orkiestry Carl Reinecke oraz Ernst F. Richter, którzy uczyli Maier gry na skrzypcach i kompozycji. Spędzała tam 8 miesięcy rocznie przez trzy lata, na lato zawsze wracając do Landskrony. Wolny czas spędzała, chodząc na próby orkiestry Gewandhaus, koncerty, opery oraz spotykając się z innymi muzykami, zazwyczaj w domu Röntgenów, gdzie często odbywały się jej lekcje z Engelbertem. Przez pierwsze lata nauki w Lipsku występowała tylko na kameralnych spotkaniach, natomiast w styczniu 1875 roku zagrała swój pierwszy koncert solo w Nikolaikirche, w którym zaprezentowała Arię ze trzeciej suity Bacha. W 1876 koncertowała już znacznie częściej, w tym z wcześniej wspomnianą orkiestrą Gewandhaus. Jej występy zyskały aprobatę publiki i krytyków zarówno w Lipsku, jak i w Szwecji. W tym czasie zaczęła też nawiązywać relację z Juliusem Röntgenem (synem jej nauczyciela), który w czerwcu 1876 roku uzyskał zgodę jej rodziców na zaręczyny. Maier jednak wróciła do Szwecji, gdzie udała się na trasę koncertową.
W październiku 1876 roku wykonała swój koncert d-moll dla króla Szwecji Oskara II w Malmö, a w listopadzie występowała w Kungliga Teatern w Sztokholmie. Koncertując, podróżowała po całej Szwecji i spotykała się z wieloma najwybitniejszymi muzykami. Na początku kolejnego roku zmarł jej ojciec, co załamało artystkę. W maju wróciła do Lipska. Występowała zarówno w woli skrzypaczki, jak i organistki, wróciła do pobierania lekcji skrzypiec i kompozycji, prowadziła aktywne życie społeczne i artystyczne. Od maja do lipca 1878 roku zagrała 28 recitali w Szwecji i Norwegii. Mimo że jesienią pracowicie ćwiczyła i komponowała, wystąpiła tylko raz – w kościele w Malmö. W grudniu wróciła do Lipska, gdzie dużo komponowała i często występowała. 25 lipca 1879 roku, przy okazji rodzinnego spotkania Röntgenów, oznajmiła swoje zaręczyny z Juliusem. Jesienią 1879 roku udała się w swoją ostatnią trasę koncertową. Zagrała 20 koncertów w Szwecji, Finlandii i Rosji. Na święta pojechała do Lipska, następnie wyjechała na miesiąc z Röntgenem do Amsterdamu. Wróciła do Landskrony w kwietniu. Tam 28 lipca 1880 roku wyszła za mąż.

### Amsterdam
Młoda para przeprowadziła się do Amsterdamu, gdzie Julius uczył gry na fortepianie i mieszkał od 1878 roku. Małżeństwo zakończyło publiczne występy Maier, ale skrzypaczka dalej występowała na prywatnych, kameralnych spotkaniach. Uczestniczyli w nich nie tylko przyjaciele pary, ale również najwybitniejsi muzycy tamtych czasów, jak Brahms, Grieg, Joachim i Rubinstein. Wyjątkiem są zaledwie cztery jej występy w Amsterdamie i Szwecji.
Skupiała się głównie na kompozycji i rodzinie, w tym wychowywaniu swoich dwóch synów. Po narodzinach drugiego, jesienią 1886 roku, jej stan zdrowia się znacznie pogorszył. Prawdopodobnie zachorowała na gruźlicę. Była bardzo słaba, ledwo chodziła oraz skarżyła się na ból oczu. Jednak do lata wróciła do pełni sił, natomiast w zimę 1887 choroba powróciła. W kolejnych latach jej stan, raz się poprawiał, raz pogarszał. Maier zmarła 15 lipca 1894 roku w śnie.

## Muzyka
Maier za życia zasłynęła jako wybitna organistka, skrzypaczka i kompozytorka. Jej utwory dorównywały innym zasłużonym kompozytorom romantycznym. Zachowało się kilkadziesiąt jej kompozycji, ale wiele nadal nie odnaleziono. Są to uporządkowane i klarownie napisane dzieła, charakterystyczne dla epoki. Tak jak wielu wirtuozów tamtych czasów, jej utwory na skrzypce pisała na swoje możliwości, przez co możemy się domyślać jej poziomu technicznego. Jej koncerty były dobrze odbierane. Od młodości wykazywała się nadzwyczajnymi umiejętnościami i talentem. Jej sukces jest niewiarygodny dla kobiety w XIX wieku, mimo że pamięć o niej z czasem zanikła.